# ساوثفيلدز (محطة مترو أنفاق لندن)
ساوثفيلدز (بالإنجليزية: Southfields)‏ هي إحدى محطات مترو أنفاق لندن. تقع على خط ديستريكت أفتتحت في المنطقة (Zone) رقم 3 أفتتحت في 3 يونيو 1889.